# Petroleum County
Petroleum County is een county in de Amerikaanse staat Montana.
De county heeft een landoppervlakte van 4.284 km² en telt 493 inwoners (volkstelling 2000). De hoofdplaats is Winnett.

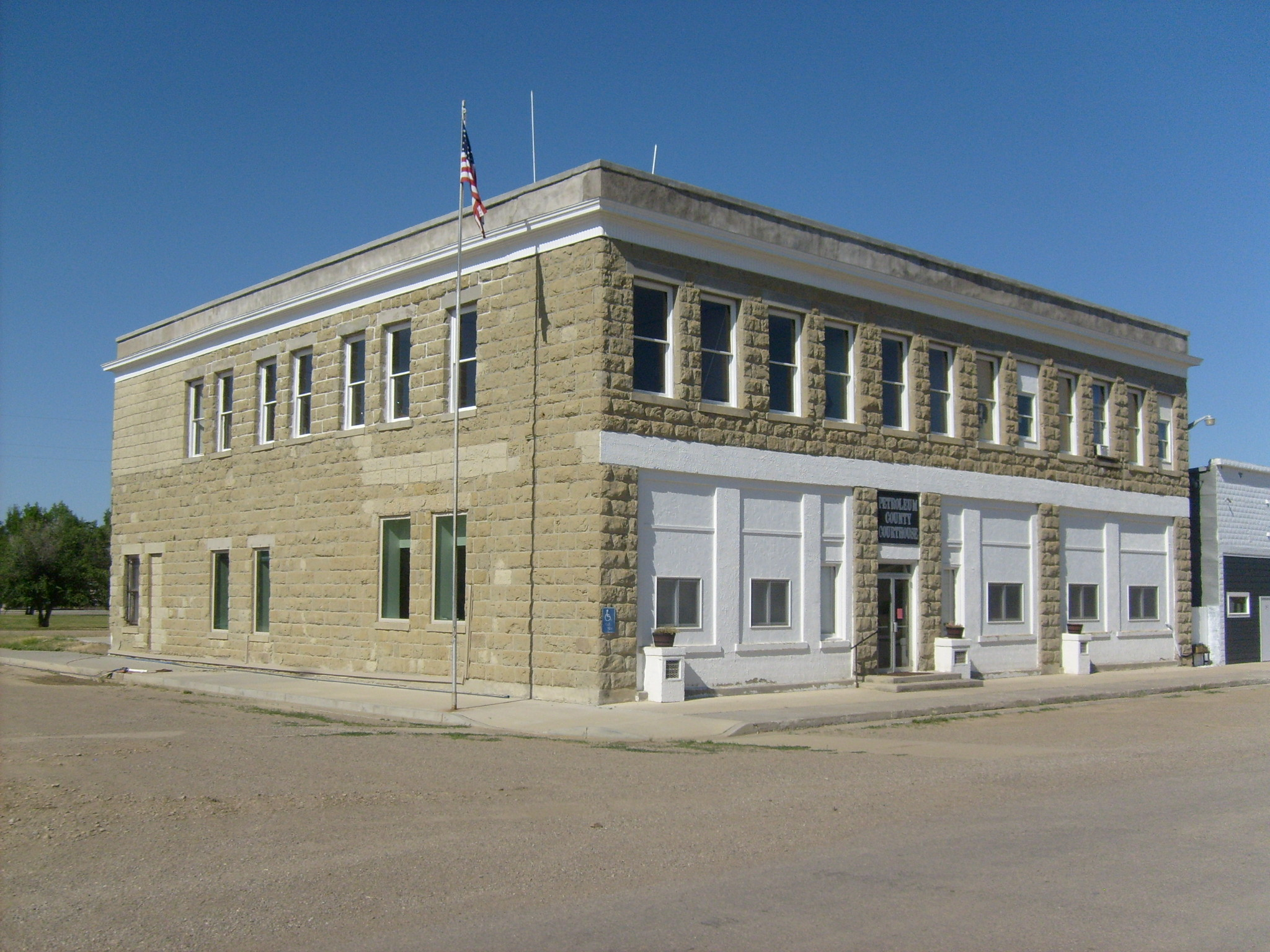
Petroleum County Courthouse